# Südliche Antillen

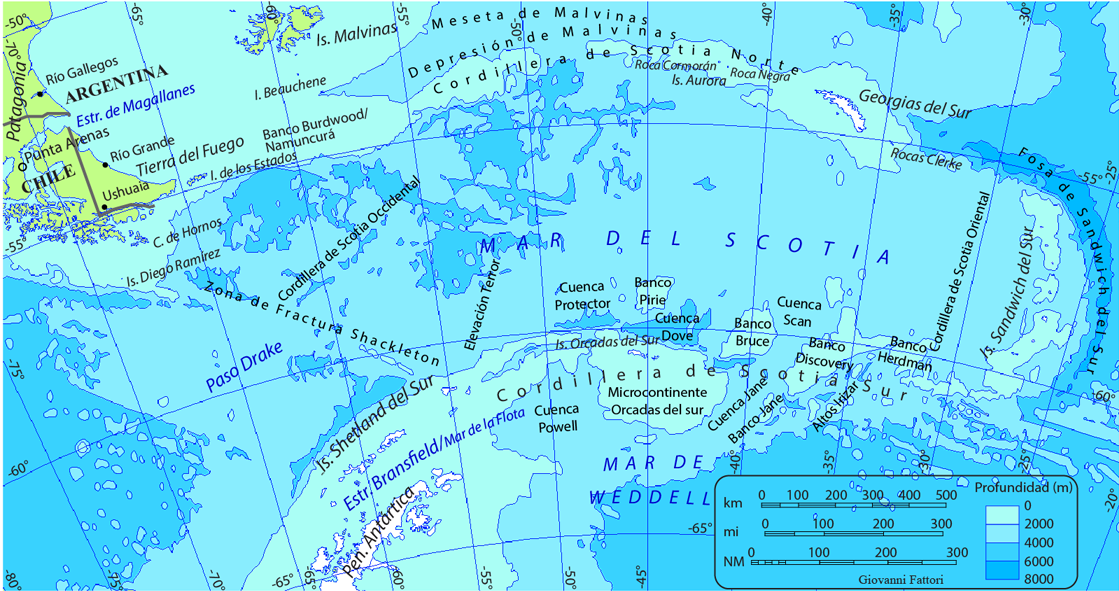
Karte der Scotiasee und der Südlichen Antillen

Mit Südliche Antillen (spanisch: Antillas del Sur) werden mehrere Inseln und Inselgruppen vulkanischen Ursprungs bezeichnet, die sich in einem weiten Bogen von der Südostecke des Argentinischen Beckens bis an den westlichen Rand der Antarktischen Halbinsel erstrecken. Der Begriff wurde 1909 von Eduard Suess in Analogie zu dem Inselbogen der Antillen der Karibik geprägt.
Zu den Südlichen Antillen gehören Südgeorgien, die Südlichen Sandwichinseln, die Südorkney-Inseln, die Südshetland-Inseln, der Palmer-Archipel, die Adelaide-Insel und die Alexander-I.-Insel. Insgesamt haben die Inselgruppen eine Fläche von 62.209 km2. Aufgrund plattentektonischer Konzepte wird die Zusammenfassung dieser Inseln und Inselgruppen in der modernen geowissenschaftlichen Literatur nicht weiter verfolgt, davon ausgenommen ist die Literatur zu geopolitischen Fragestellung, besonders aus Südamerika.

## Lage und Zugehörigkeit
Die Inseln, welche die Südlichen Antillen bilden, sind die über den Meeresspiegel emporragenden Bereiche der ansonsten submarinen Fortsetzung der Anden, die auch als Scotia-Bogen bezeichnet wird. Einige Geographen, insbesondere aus Chile, haben die These aufgestellt, wonach diese Inselkette die natürliche Grenze zwischen dem Atlantischen und dem Pazifischen Ozean darstellt.
Nach geodätischen und geopolitischen Kriterien werden die Inseln in zwei Hauptgruppen unterschieden. Die erste Gruppe umfasst die zu Südamerika, bzw. zum Südatlantik gehörigen Inseln nördlich des 60. südlichen Breitengrades und eine zweite Gruppe südlich des 60. Breitengrades, die unter die Regelungen des Antarktisvertrages fallen. Zieht man jedoch die Antarktische Konvergenz als geographisch-ozeanographisches Kriterium heran, liegen die Südlichen Antillen fast vollständig in der Antarktis, nur die nördlichsten Inseln liegen im Bereich der Konvergenz selbst.
Die Inseln nördlich des 60. südlichen Breitengrades werden vom Großbritannien als Überseeterritorium Südgeorgien und die Südlichen Sandwichinseln verwaltet, allerdings erhebt Argentinien Ansprüche auf die Inseln. Die Inseln südlich des 60. Breitengrades liegen im Britischen Antarktisterritorium, sie werden aber auch von Argentinien als Teil des Argentinischen Antarktisterritoriums und von Chile als Teil des Chilenischen Antarktisterritoriums beansprucht.

## Geographie und Geologie
Alle Inseln der Südlichen Antillen sind gebirgig, im Inland vergletschert und haben meist tief eingeschnittene, glazial überprägte Küstenlinien. Soweit in diesen Fjorden Gletscher liegen, befinden sich diese auf dem Rückzug. Während des langen Südsommers schmilzt der Winterschnee auf den felsigen Untergründen vollständig ab. Diese Flächen werden von einer Tundravegetation oder von Tussockgras bestanden.
Das bedeutendste Inlandeis befindet sich auf der Alexander-I.-Insel, welches über den George-VI-Sund mit der Antarktischen Halbinsel in Verbindung steht. Die höchste Erhebung der Südlichen Antillen, der 2987 m hohe Mount Stephenson, liegt ebenfalls auf der Alexander-I.-Insel direkt an der Marguerite Bay.

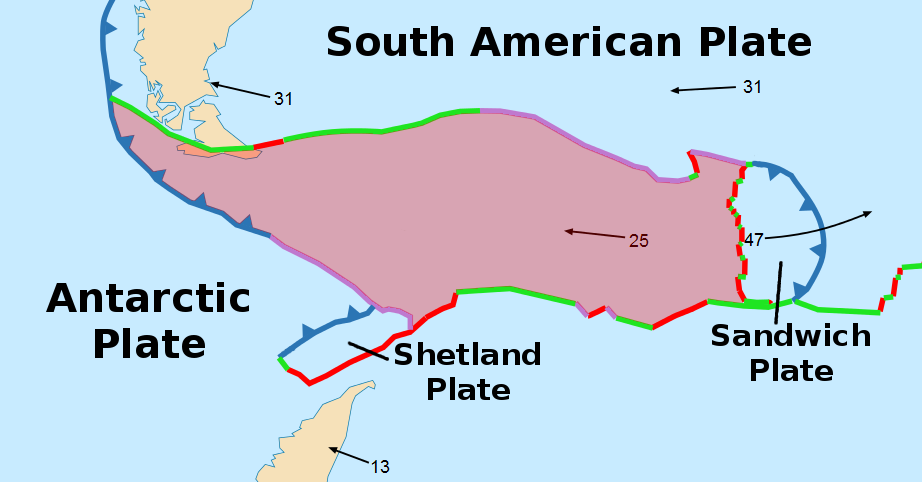
plattentektonische Position der Südlichen Antillen

Einige Abschnitte des Archipels weisen einen aktiven Vulkanismus auf, der zum Teil unterhalb des Meeresspiegels liegt. Untermeerische Vulkane erlauben beispielsweise in der Umgebung der Melchior-Inseln das Schwimmen sogar im antarktischen Winter, da das Meerwasser durch die vulkanische Aktivität ausreichend erwärmt wird.
Die Inselgruppen gehören zum Scotia-Bogen, eine heute durch Transformstörungen auseinandergerissene ehemalige Landverbindung zwischen Südamerika und Antarktika. Die entlang der Transformstörungen liegenden Inseln bestehen aus bis zu 52 Millionen Jahre alten Vulkaniten und dem Abtragungsschutt der Vulkane, auf denen oft jüngere marine Sedimente auflagern. Wesentlich jünger sind die im Osten liegenden Südsandwichinseln, die seit 7 Millionen Jahren durch die aktive Subduktion der Südamerikanischen Platte unter die kleine Sandwichplatte entstanden sind.

## Entdeckungsgeschichte
Gabriel de Castilla und seine (vorwiegend) spanische Crew haben 1603 wahrscheinlich die Südlichen Shetlandinseln gesichtet. Die größte Insel Südgeorgien wurde 1675 von dem englischen Kaufmann Anthony de la Roché entdeckt. James Cook kartierte auf seiner zweiten Reise 1775 Südgeorgien und die Südlichen Sandwichinseln und nahm sie für Großbritannien in Besitz. Vom Beginn des 19. Jahrhunderts bis zur Mitte des 20. Jahrhunderts wurden die Südlichen Antillen Ziel von Robbenjägern und Walfängern.